# NBA-Draft 1999
Der NBA-Draft 1999 wurde am 30. Juni 1999 im MCI Center in Washington, D.C. durchgeführt. In zwei Runden wurden jeweils 29 Spieler von NBA-Teams ausgewählt.
An erster Stelle wurde Elton Brand von den Chicago Bulls ausgewählt. Die Duke University, von der auch Brand kam, konnte noch drei weitere Spieler in der ersten Runde des Drafts unterbringen (Trajan Langdon, Corey Maggette und William Avery). Dies stellte einen Rekord dar, der erst 2005 (University of North Carolina), 2006 (University of Cincinnati) und 2012 (University of Kentucky) und (University of North Carolina) wiederholt werden sollte. 2010 wurde der Rekord, mit fünf Spielern von der University of Kentucky in der ersten Draftrunde, eingestellt.
Der Draftjahrgang gilt als einer der erfolgreichsten der NBA-Geschichte. Insgesamt brachte die Klasse neun NBA All-Stars (Brand, Francis, Davis, Szczerbiak, Hamilton, Marion, Artest, Kirilenko und Ginobili) und drei Best Sixth Man Gewinner (Odom, Terry und Ginobili) hervor.

## Runde 1
| Pick | Spieler                  | Nationalität       | NBA Team               | vorheriges Team/College                     |
| ---- | ------------------------ | ------------------ | ---------------------- | ------------------------------------------- |
| 1    | Elton Brand (PF)         | Vereinigte Staaten | Chicago Bulls          | Duke University                             |
| 2    | Steve Francis (PG)       | Vereinigte Staaten | Vancouver Grizzlies    | University of Maryland, College Park        |
| 3    | Baron Davis (PG)         | Vereinigte Staaten | Charlotte Hornets      | University of California, Los Angeles       |
| 4    | Lamar Odom (SF/PF)       | Vereinigte Staaten | Los Angeles Clippers   | University of Rhode Island                  |
| 5    | Jonathan Bender (PF)     | Vereinigte Staaten | Toronto Raptors        | Picayune High School (Mississippi)          |
| 6    | Wally Szczerbiak (SF)    | Vereinigte Staaten | Minnesota Timberwolves | Miami University                            |
| 7    | Richard Hamilton (SG)    | Vereinigte Staaten | Washington Wizards     | University of Connecticut                   |
| 8    | Andre Miller (PG)        | Vereinigte Staaten | Cleveland Cavaliers    | University of Utah                          |
| 9    | Shawn Marion (SF)        | Vereinigte Staaten | Phoenix Suns           | University of Nevada, Las Vegas             |
| 10   | Jason Terry (PG)         | Vereinigte Staaten | Atlanta Hawks          | University of Arizona                       |
| 11   | Trajan Langdon (SG)      | Vereinigte Staaten | Cleveland Cavaliers    | Duke University                             |
| 12   | Aleksandar Radojević (C) | BR Jugoslawien     | Toronto Raptors        | Barton County Junior College (Kansas)       |
| 13   | Corey Maggette (SF)      | Vereinigte Staaten | Seattle SuperSonics    | Duke University                             |
| 14   | William Avery (PG)       | Vereinigte Staaten | Minnesota Timberwolves | Duke University                             |
| 15   | Frédéric Weis (C)        | Frankreich         | New York Knicks        | Cercle Saint-Pierre de Limoges (Frankreich) |
| 16   | Ron Artest (SF)          | Vereinigte Staaten | Chicago Bulls          | St. John’s University, New York             |
| 17   | Cal Bowdler (PF)         | Vereinigte Staaten | Atlanta Hawks          | Old Dominion University                     |
| 18   | James Posey (SF)         | Vereinigte Staaten | Denver Nuggets         | Xavier University of Cincinnati             |
| 19   | Quincy Lewis (SF)        | Vereinigte Staaten | Utah Jazz              | University of Minnesota                     |
| 20   | Dion Glover (SG)         | Vereinigte Staaten | Atlanta Hawks          | Georgia Institute of Technology             |
| 21   | Jeff Foster (C/PF)       | Vereinigte Staaten | Golden State Warriors  | Texas State University-San Marcos           |
| 22   | Kenny Thomas (PF)        | Vereinigte Staaten | Houston Rockets        | University of New Mexico                    |
| 23   | Devean George (SF)       | Vereinigte Staaten | Los Angeles Lakers     | Augsburg College                            |
| 24   | Andrei Kirilenko (SF/PF) | Russland           | Utah Jazz              | PBK ZSKA Moskau (Russland)                  |
| 25   | Tim James (SF)           | Vereinigte Staaten | Miami Heat             | University of Miami                         |
| 26   | Vonteego Cummings (PG)   | Vereinigte Staaten | Indiana Pacers         | University of Pittsburgh                    |
| 27   | Jumaine Jones (SF)       | Vereinigte Staaten | Atlanta Hawks          | University of Georgia                       |
| 28   | Scott Padgett (PF)       | Vereinigte Staaten | Utah Jazz              | University of Kentucky                      |
| 29   | Leon Smith (PF)          | Vereinigte Staaten | San Antonio Spurs      | Martin Luther King High School              |

## Runde 2
| Pick | Spieler                | Nationalität        | NBA Team               | vorheriges Team/College                             |
| ---- | ---------------------- | ------------------- | ---------------------- | --------------------------------------------------- |
| 30   | John Celestand (PG)    | Vereinigte Staaten  | Los Angeles Lakers     | Villanova University                                |
| 31   | Rico Hill              | Vereinigte Staaten  | Los Angeles Clippers   | Illinois State University                           |
| 32   | Michael Ruffin         | Vereinigte Staaten  | Chicago Bulls          | University of Tulsa                                 |
| 33   | Chris Herren           | Vereinigte Staaten  | Denver Nuggets         | California State University, Fresno                 |
| 34   | Evan Eschmeyer (C)     | Vereinigte Staaten  | New Jersey Nets        | Northwestern University                             |
| 35   | Calvin Booth (C)       | Vereinigte Staaten  | Washington Wizards     | Pennsylvania State University                       |
| 36   | Wang Zhizhi (C)        | Volksrepublik China | Dallas Mavericks       | Bayi Rockets (China)                                |
| 37   | Obinna Ekezie (C)      | Nigeria             | Vancouver Grizzlies    | University of Maryland, College Park                |
| 38   | Laron Profit           | Vereinigte Staaten  | Orlando Magic          | University of Maryland, College Park                |
| 39   | A. J. Bramlett         | Vereinigte Staaten  | Cleveland Cavaliers    | University of Arizona                               |
| 40   | Gordan Giriček (SG/SF) | Kroatien            | Dallas Mavericks       | Cibona Zagreb (Kroatien)                            |
| 41   | Francisco Elson (C)    | Niederlande         | Denver Nuggets         | University of California, Berkeley                  |
| 42   | Louis Bullock (SG)     | Vereinigte Staaten  | Minnesota Timberwolves | University of Michigan                              |
| 43   | Lee Nailon (SF)        | Vereinigte Staaten  | Charlotte Hornets      | Texas Christian University                          |
| 44   | Tyrone Washington      | Vereinigte Staaten  | Houston Rockets        | Mississippi State University                        |
| 45   | Ryan Robertson         | Vereinigte Staaten  | Sacramento Kings       | University of Kansas                                |
| 46   | J.R. Koch              | Vereinigte Staaten  | New York Knicks        | University of Iowa                                  |
| 47   | Todd MacCulloch (C)    | Kanada              | Philadelphia 76ers     | University of Washington                            |
| 48   | Galen Young            | Vereinigte Staaten  | Milwaukee Bucks        | University of North Carolina at Charlotte           |
| 49   | Lari Ketner            | Vereinigte Staaten  | Chicago Bulls          | University of Massachusetts Amherst                 |
| 50   | Venson Hamilton (PF/C) | Vereinigte Staaten  | Houston Rockets        | University of Nebraska-Lincoln                      |
| 51   | Antwain Smith          | Vereinigte Staaten  | Vancouver Grizzlies    | Saint Paul’s College                                |
| 52   | Roberto Bergersen      | Vereinigte Staaten  | Atlanta Hawks          | Boise State University                              |
| 53   | Rodney Buford (SG)     | Vereinigte Staaten  | Miami Heat             | Creighton University                                |
| 54   | Melvin Levett          | Vereinigte Staaten  | Detroit Pistons        | University of Cincinnati                            |
| 55   | Kris Clack             | Vereinigte Staaten  | Boston Celtics         | University of Texas at Austin                       |
| 56   | Tim Young              | Vereinigte Staaten  | Golden State Warriors  | Stanford University                                 |
| 57   | Manu Ginóbili (SG)     | Argentinien         | San Antonio Spurs      | Viola Reggio Calabria (Italien)                     |
| 58   | Eddie Lucas            | Vereinigte Staaten  | Utah Jazz              | Virginia Polytechnic Institute and State University |

## Ungedraftete Spieler
- Chris Andersen (C,  Vereinigte Staaten), Blinn College
- Raja Bell (SG,  Amerikanische Jungferninseln), Florida International University
- Jermaine Jackson (SG,  Vereinigte Staaten), University of Detroit Mercy
- Milt Palacio (SG,  Vereinigte Staaten), Colorado State University
- Ademola Okulaja (PF,  Deutschland), North Carolina
- Gregory Davis (PG,  Vereinigte Staaten), Troy